# Лор-Сантарай
Лор-Сантара́й (фр. Lorp-Sentaraille) — коммуна во Франции, находится в регионе Юг — Пиренеи. Департамент коммуны — Арьеж. Входит в состав кантона Сен-Лизье. Округ коммуны — Сен-Жирон.
Код INSEE коммуны — 09289.

## Население
Население коммуны на 2008 год составляло 1251 человек.
| 1962 | 1968 | 1975 | 1982 | 1990 | 1999 | 2008 |
| ---- | ---- | ---- | ---- | ---- | ---- | ---- |
| 651  | 697  | 852  | 944  | 1092 | 1138 | 1251 |

## Экономика

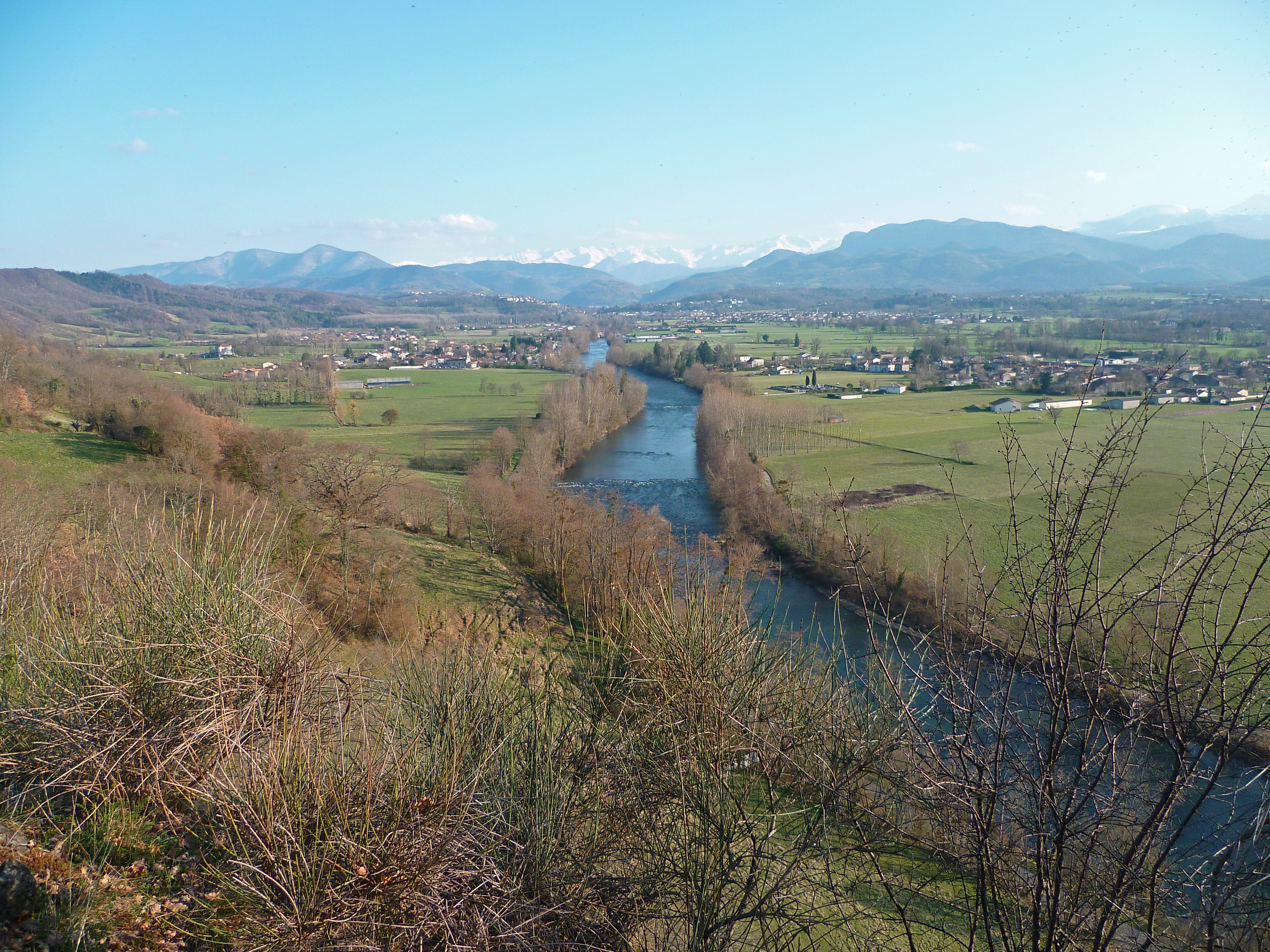
Вид на Лор-Сантарай (справа) и Ториньян-Вьё (слева)

В 2007 году среди 787 человек в трудоспособном возрасте (15—64 лет) 591 были экономически активными, 196 — неактивными (показатель активности — 75,1 %, в 1999 году было 68,8 %). Из 591 активных работали 543 человека (287 мужчин и 256 женщин), безработных было 48 (27 мужчин и 21 женщина). Среди 196 неактивных 50 человек были учениками или студентами, 77 — пенсионерами, 69 были неактивными по другим причинам.